# Mariquita
Pour les articles homonymes, voir Mariquita (homonymie).
Mariquita (« coccinelle » en espagnol) est un cotre aurique conçu et construit par l'architecte naval écossais William Fife III en 1911.
Ce yacht classique est de classification 19M JI. Il est le dernier de cette catégorie encore en navigation aujourd'hui et porte le signe distinctif de cette catégorie C 1 sur sa grand-voile. Comme beaucoup d'autres yachts de plan Fife, il naviguait surtout en Méditerranée où il participait aux diverses régates estivales, mais son port d'attache actuel est Brest.

## Histoire
Ce yacht a été construit en 1911 sur le chantier naval de William Fife à Fairlie, au bord de la Firth of Clyde, en Écosse. Il porte le numéro de construction 595. Il avait été commandé par le capitaine A.K. Stothert en 1910. Celui-ci réalisa 69 courses entre 1911 et 1913 et remporta 35 épreuves.
Dans les années précédent la Première Guerre mondiale, la classe des 19 mètres est considérée comme la catégorie reine des grands voiliers de course. William Fife III a construit deux 19m JI sur les quatre yachts de cette classe. Après la guerre, l'aventure de la classe 19m JI prend fin mais le Mariquita continue à participer à des compétitions. Il fait partie de la flotte de grands voiliers qui entoure le HMY Britannia lors du rétablissement des courses de la Grande Classe.
Mariquita est vendu à un norvégien, Finn Buge, qui le rebaptise Maud IV mais revient sous pavillon britannique en 1924 avec Sir Edward Illife et Alan Messer. Dans les années 1930, il est revendu et dématé pour servir d'habitation à des particuliers pendant près de 60 ans sur la côte du Suffolk,.
En 1991, Mariquita est récupéré dans une vasière de Pin Mill à la demande du Dr William Collier et mis en préservation à Port Hamble. Il est restauré au chantier Fairlies Restauration à partir d'octobre 2001. Il est livré à ses nouveaux propriétaires en 2004 et participe à nouveau aux régates classiques méditerranéennes (Monaco, Cannes, les Voiles de Saint-Tropez...).
En 2020, Mariquita est racheté par Benoît Couturier qui choisit le charpentier de marine Hubert Stagnol  pour l'entretien du voilier. Il a pour port d'attache, le port du Château de Brest  depuis 2022, avec pour voisins de ponton deux autres plans Fife : le Moonbeam III (1903) et le Moonbeam IV (1914).
En août 2023, le voilier remporte la première édition de la régate « Brest Finistère Classic » entre Brest et Douarnenez,,. En août 2024, barré par Jacques Caraës, il remporte la deuxième édition de cette course.

## Caractéristiques techniques
C'est un cotre à corne (à 1 mât en 2 parties) dont le gréement comporte 1 voile à corne et 1 flèche, 1 grand-voile immatriculé C 1, 2 focs, 1 trinquette, différents spinnakers pour des combinaisons de voiles très diverses.

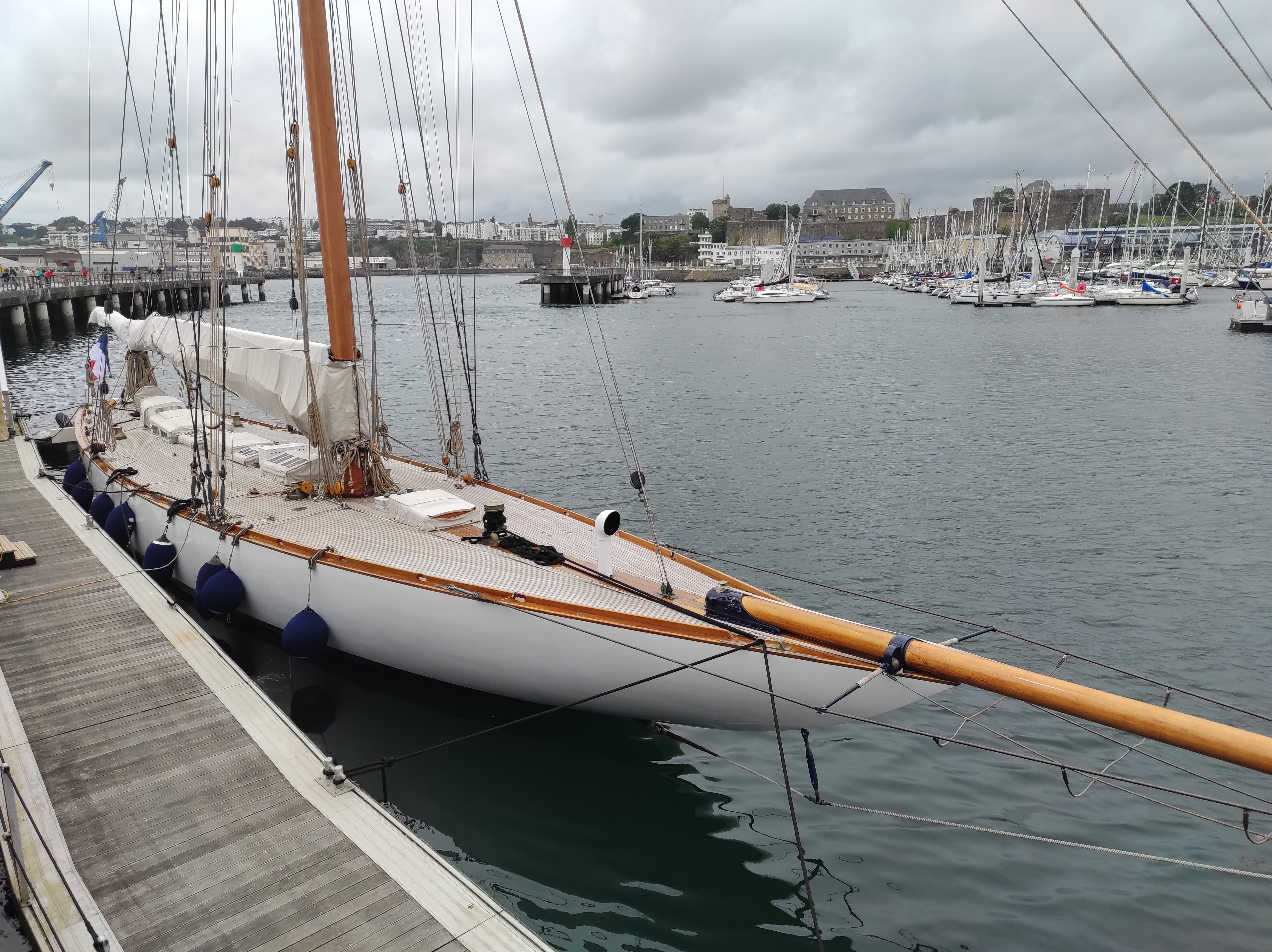
Le voilier Mariquita à quai au port du château de Brest.